# Kysucká vrchovina

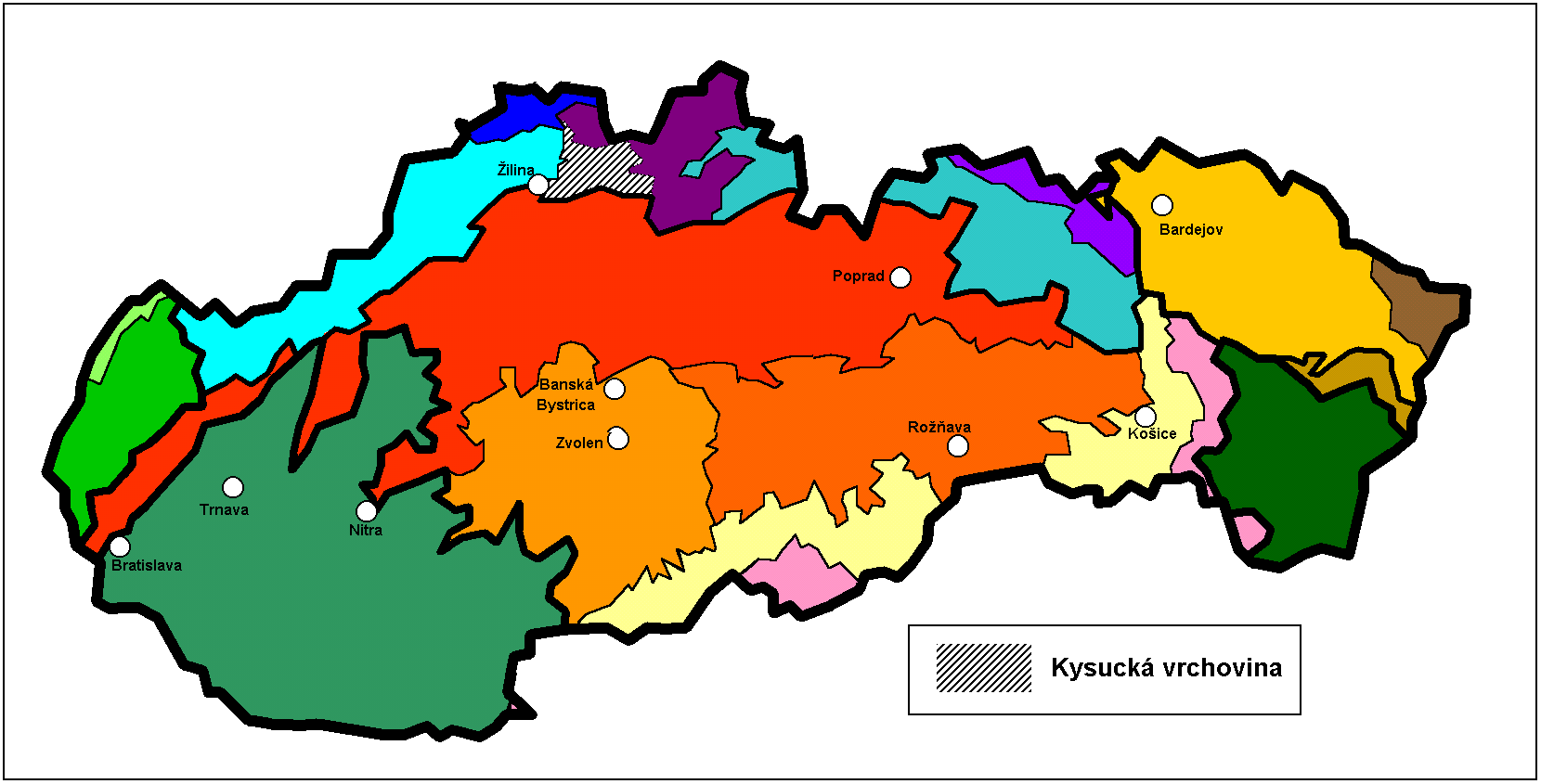
Poloha pohoří na mapě Slovenska

Kysucká vrchovina je pohoří a geomorfologický celek Středních Beskyd na Slovensku. Hraničí na západě s Javorníky, na severovýchodě ji Bystrická brázda odděluje od Kysuckých Beskyd, na jihu ji ohraničuje pohoří Malá Fatra a Žilinská kotlina. Nejvyšší bod pohoří je Pupov (1096 m n. m.).

## Charakteristika
Kysucká vrchovina je rozlehlý vrchovinný masiv, kde se střídají kopce s hlubokými údolími. Nadmořská výška se postupně zvyšuje směrem k severovýchodu. Oblast Kysucké vrchoviny je více než z poloviny porostlá převážně jehličnatými lesy, z listnatých porostů je zde ve větší míře zastoupen pouze buk.
Hlavním vodním tokem této oblasti je řeka Kysuca a její přítoky. Podnebí řadí Kysuckou vrchovinu mezi chladné oblasti s průměrnými teplotami v zimním období -3 až –7 °C, v letních měsících 12 až 16 °C, počet dní se sněhovou pokrývkou činí 120–160 a počet letních dní 10–30.

## Chráněná území
V této oblasti lze nalézt četné druhy chráněných rostlin, živočichů i přírodních útvarů a nalezišť. Východní část vrchoviny patří (spolu s Kysuckými Beskydy) do Chráněné krajinné oblasti Kysuce. Ta byla vyhlášena v roce 1984 s celkovou rozlohou 655 km². Její součástí jsou početné přírodní rezervace a chráněné přírodní výtvory: na území Kysucké vrchoviny např. Čierna Lutiša, Javorinka a Zajačkova lúka.